# Электротранспорт
Электротранспорт — вид транспорта, использующий в качестве источника энергии электричество, а в приводе используется тяговый электродвигатель. Его основными преимуществами перед транспортом с двигателями внешнего или внутреннего сгорания являются более высокая эффективность и экологичность.
Энергия, приводящая в движение транспортное средство, может быть получена из нескольких источников:
- из химической энергии тяговых батарей или иных аккумуляторных батарей (электромобиль, электробус, электротележка, БПЛА и др.);
- совместно из бортового аккумулятора и топливной силовой установки (гибридный автомобиль, заряжаемый гибрид);
- путём прямого подключения к наземной электростанции через подстанции (трамвай, троллейбус, монорельс, метро, электропоезд, электровоз и т. п.).
- вырабатываться на борту, используя бензиновый двигатель или дизельный двигатель (тепловоз, карьерный самосвал и т. п.);
- из запасённой энергии в конденсаторах (капабус)
- вырабатываться на борту, используя топливные элементы;
- вырабатываться на борту, используя атомную энергию (атомная подводная лодка, авианосец);
- из более экзотических источников, таких как маховики, ветер и Солнце (гиробус, электромобили на солнечных батареях);

## Применение

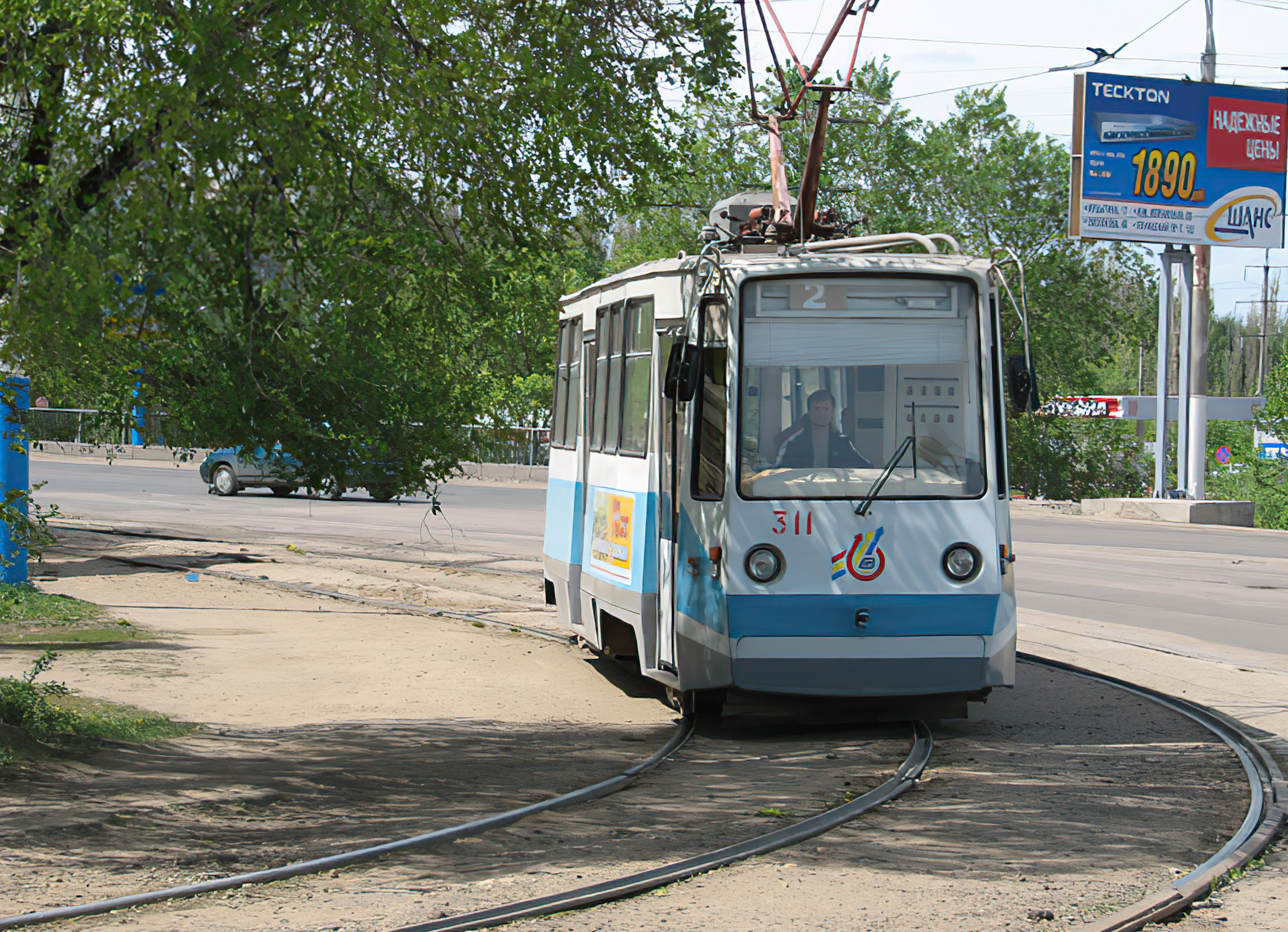
Трамвай 71-605РМ в Воронеже

### Пассажирский электротранспорт
В 2020х годах в мире резко выросло использование заряжаемых автомобилей, таких как электромобили и заряжаемые гибриды.
В некоторых странах электротранспорт является основным перевозчиком пассажиров внутри города, на его долю приходится более 50 % перевозок.
В развивающихся странах процент перевозок электротранспортом в городах составляет от 15 %. Основными средствами общественного городского пассажирского электротранспорта являются трамваи, троллейбусы, метрополитен, электропоезда, электробусы, применяются также монорельсы, фуникулёры, электросудна (электроходы), машины для гольфа и пр.

### Грузовой электротранспорт
К грузовому электротранспорту относятся грузовые электромобили, электротележки, электропогрузчики, электические мусоровозы, краны и экскаваторы.
Грузовой электротранспорт применяется в перевозках, требующих большого КПД транспортного средства, например грузовые троллейбусы применяются на открытых карьерах, а электропоезда и электровозы постоянного и переменного тока используются на железных дорогах. 

### Средства индивидуальной мобильности (СИМ)
К СИМ данному виду относятся сегвей, гироскутер, электросамокат, моноколесо и электровелосипед. 

### Электровелосипед
Формально электровелосипеды относятся не к средствам индивидуальной мобильности, а к велосипедам. Также как и параллельные гибриды, электровелосипеды используют как электроэнергию, так и другой источник энергии (силу человека). 

### Беспилотные летательные аппараты
См. статью Беспилотный летательный аппарат.

### Другие виды электротранспорта

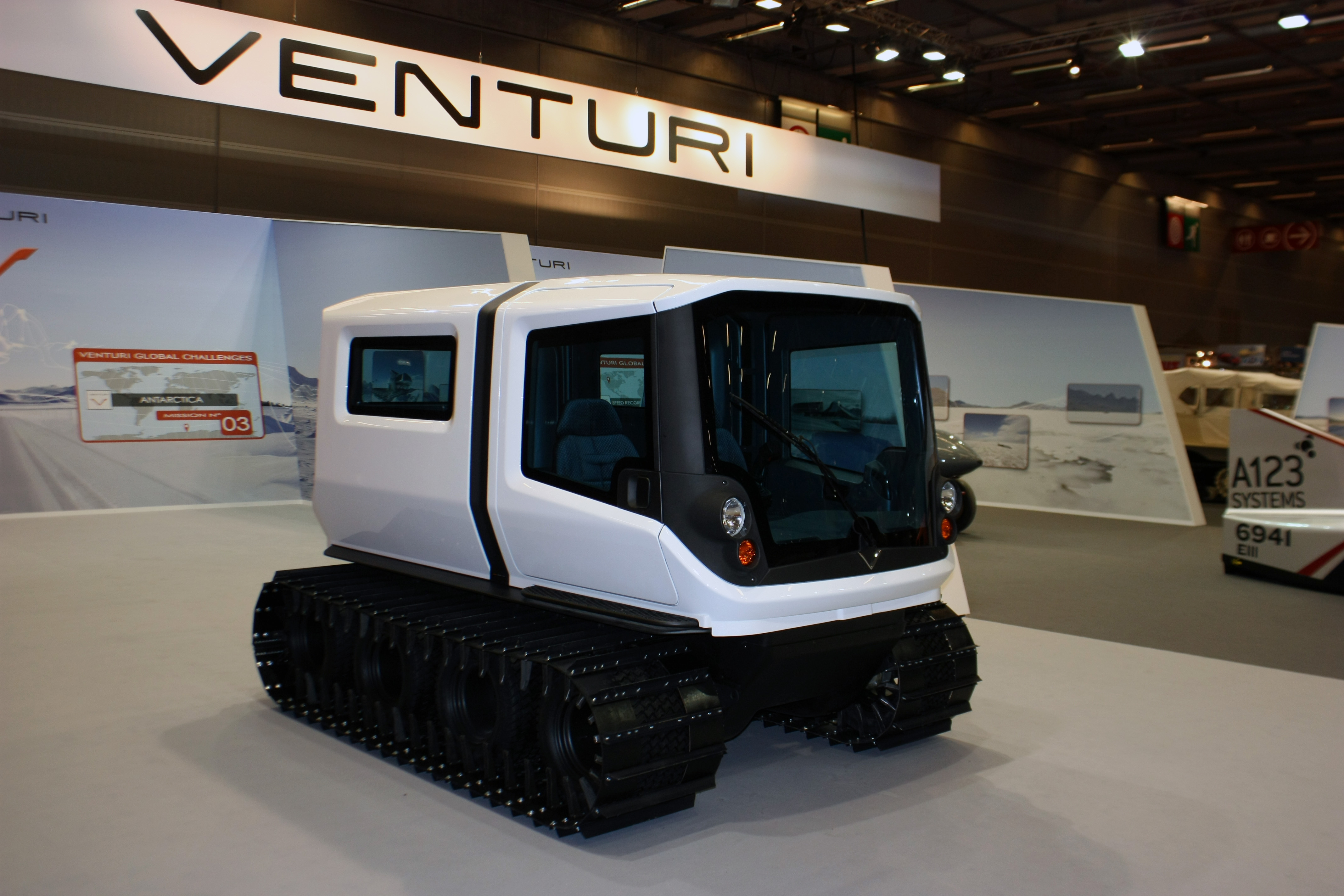
Venturi Antarctica — электромобиль, разработанный для эксплуатации в Антарктиде.

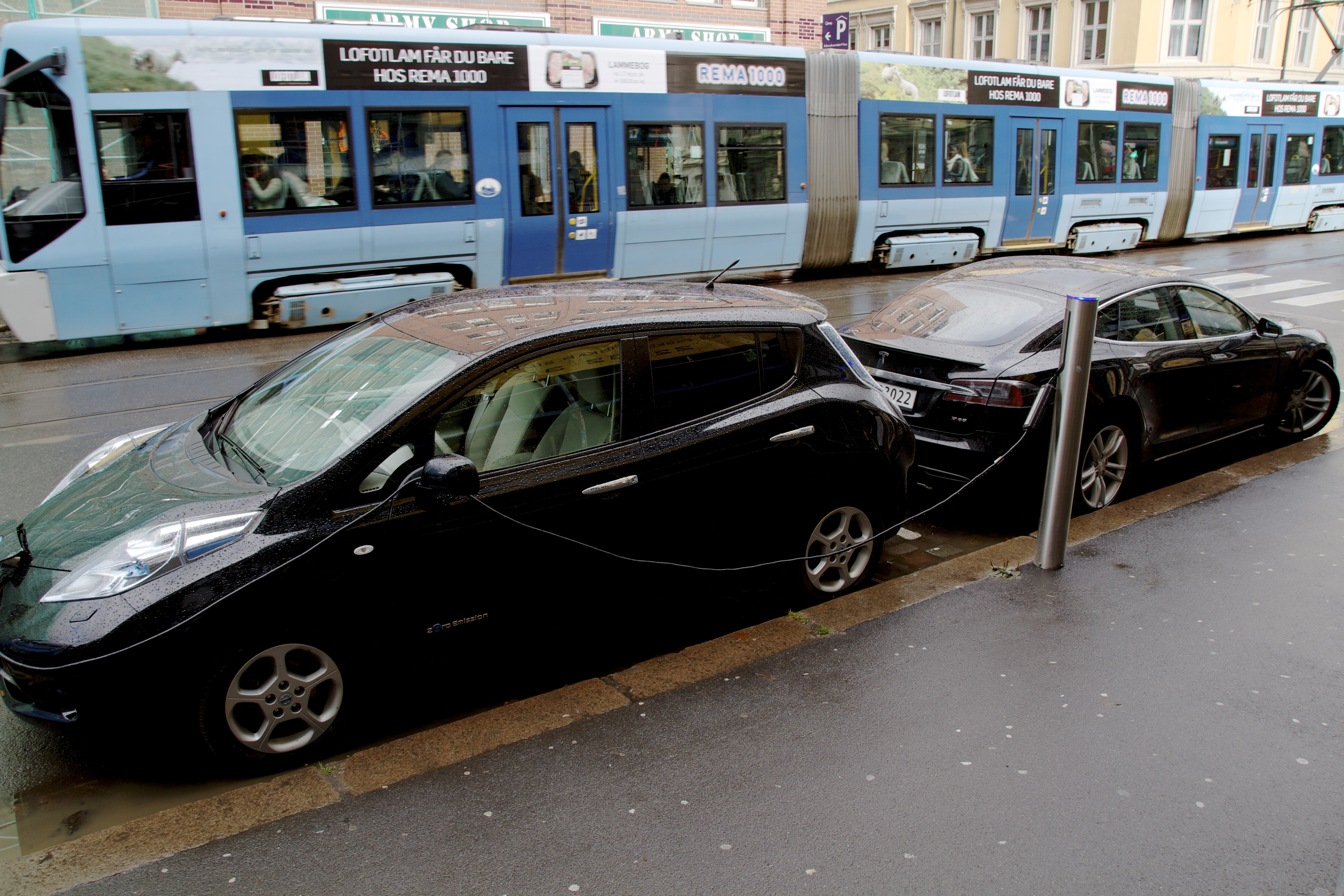
Электромобили: Nissan Leaf и Tesla Model S на подзарядке, Осло, 2013 год.

Практически любой неэлектрический двигатель можно заменить электрическим. Соответственно любое транспортное средство, использующее для движения неэлектрический двигатель (ДВС, дизельный двигатель, паровой двигатель и др.) может использовать в качестве тяги и электрический двигатель.
Существуют в виде разработок, мелких копий или серий различные электротранспортные средства:
- электрический самолёт (самолёты на электрической тяге),
- гиробусы,
- электрические подводные лодки и др.

## Основные термины
Контактная сеть, электроснабжение:
- Тяговая подстанция (ТП) — сооружение, которое получает электроэнергию из энергосистемы и преобразует её напряжение в пригодное для питания электротранспорта с последующей передачей в контактную сеть.
- Контактная сеть (КС) — сооружение, обеспечивающее электроснабжение транспорта. Трамвай и электрифицированный ЖД-транспорт питается от одинарного контактного провода, а ходовые рельсы выполняют функцию второго провода. В результате трамвайная контактная сеть конструктивно проста и, поэтому, довольно надёжна и дешева в эксплуатации. Троллейбус питается от двух контактных проводов, что значительно удешевляет и упрощает строительство его линии, но с другой стороны конструктивно усложняет и утяжеляет его контактную сеть и, следовательно, усложняет и удорожает её эксплуатацию.
- Штанги — «рога» троллейбуса — токоприёмники, одно из устройств верхнего токосъёма с контактного провода. Практически всегда левая штанга — «плюс», правая — «минус». В некоторых городах (например, в Риге и в Даугавпилсе) штанговый токоприём используют и трамваи (см. Рижский трамвай и Даугавпилсский трамвай).
- Бугель — токоприёмник в виде пологой дуги, скользящей по поверхности контактного провода, наименее требователен к качеству контактной сети.
- Пантограф (токоприёмник) — токоприёмник, устройство для верхнего токосъёма трамвая, электропоезда и электровоза. Располагается на крыше вагона (локомотива), имеет форму ромба. Более требователен к качеству контактной сети, чем бугель, но позволяет двигаться с намного большими скоростями.
- Полупантограф — токосъёмник, выглядящий как половина обычного пантографа. Основные достоинства — лучший токосъём, меньшая масса, основной недостаток — самая высокая требовательность к контактной сети среди всех типов верхнего токосъёма. Правда полупантограф при надлежащем качестве контактной сети позволяет транспорту двигаться с максимальными для проводных контактных сетей скоростями.
- Штангоуловитель — устройство, не допускающее значительного ухода штанги в сторону или вверх в случае её схода с контактного провода. Штангоуловители устанавливаются на троллейбусы (иногда на трамваи, при штанговом токосъёме) и бывают механические (пружина, принцип действия аналогичен инерционным ремням безопасности) и электрические (электродвигатель). Принцип действия: во время рывка штанги при её сходе срабатывает наматывающий барабан, который наматывает на себя верёвку, прикреплённую к штанге троллейбуса, чтобы она оказалась ниже проводов и — в результате — не происходило ударов и повреждений контактной сети. Кроме того, устройство не даёт штанге перемещаться в стороны, тем самым почти полностью снижая риск травм и повреждений. Троллейбус имеет два штангоуловителя. Один из городов, где штангоуловители есть на всех троллейбусах — Москва.